# Fyrklövern-böckerna
Fyrklövern-böckerna är en serie med två romaner och en novell skriven av Enid Blyton. 
Berättelserna kretsar kring tvillingarna Jill och Mary, deras äldre bror Tom och deras vän fiskaren Andy. Karaktärerna är från andra världskrigets England medan berättelserna utspelade sig i Skottland. Den första boken gavs ut 1941 under krigstid.
Första upplagan gavs ut George Newnes Ltd. De moderna versionerna ändrade namn på flickorna till Pippa och Zoe. Boktitlarna ändrades 1998 till The Adventurous Four Shipwrecked! och The Adventurous Four Stranded!. Novellen publicverades först i samlingen från 1952 som heter Enid Blytons omnibus!, berättelsen i den om fyrklövern var Off With the Adventureous Four!. Denna novell utökades av Clive Dickinson till en tredje roman, The Adventureous Four Trapped!.

## Den svenska översättningen
Böckerna om Fyrklövern (The Adventurous Four) handlar om en tolvårig pojke, och hans båda yngre tvillingsystrar samt deras fjortonårige kompis som är fiskare. I den första svenska översättningen blev tolvåringen flicka och de båda yngre syskonen en pojke och en flicka. Det svenska förlaget med huvudpersonen som flicka, kunde ge ut boken som flickbok. Böckerna utkom i nyöversättning av Göran Falk på ett annat förlag 1987, med ändrade titlar Ubåtsnästet respektive Vapensmugglarna. I denna upplaga har barnen samma kön som i Blytons original.

## Böcker om Fyrklövern
- The Adventurous Four (1941) titel ändrad till The Adventurous Four Shipwrecked!, Fyrklövern och klippöns hemlighet översättning av Galli Eng (1958).
- The Adventurous Four Again (1947) titel ändrad till The Adventurous Four Stranded!, Fyrklövern på spaning översättning av Gallie Eng (1959).
- Off With the Adventurous Four! (1952)-  novell i Omnibus  titel ändrad till The Adventurous Four Trapped![2]